# Eugénia brit királyi hercegnő
Eugénia (Brooksbank) brit királyi hercegnő, angolul: Princess Eugenie, Mrs Jack Brooksbank (nevének kiejtése: ˈjuːʒəni); 1990. március 23.) András yorki herceg és Sára yorki hercegné második gyermeke, II. Erzsébet brit királynő és Fülöp edinburgh-i herceg unokája. Az Egyesült Királyság trónöröklési rendjében a 11. helyet foglalja el.

## Fiatalkora
Eugénia hercegnő 1990. március 23-án este 7 óra 58 perckor született a londoni Portland Hospital kórházban. Szülei, András yorki herceg és Sára yorki hercegné második gyermeke, II. Erzsébet brit királynő és Fülöp edinburgh-i herceg hatodik unokája. A Sandringhami Szt. Mária Magdaléna-templomban keresztelték meg 1990. december 23-án.
Nővérével együtt Eugénia a királynő lányunokái közül az egyetlen, aki a „hercegnő” címre és a „Királyi fenség” megszólításra jogosult.
6 éves korában szülei elváltak, de kezdetben egy fedél alatt éltek, András herceg és Sára hercegné pedig közösen nevelik a gyerekeket. 
2002-ben Eugéniát gerincferdülése miatt megoperálták – jelenleg is a hátában van két titán rúd, amelyet 2002-ben ültettek be.

## Tanulmányai és munkája

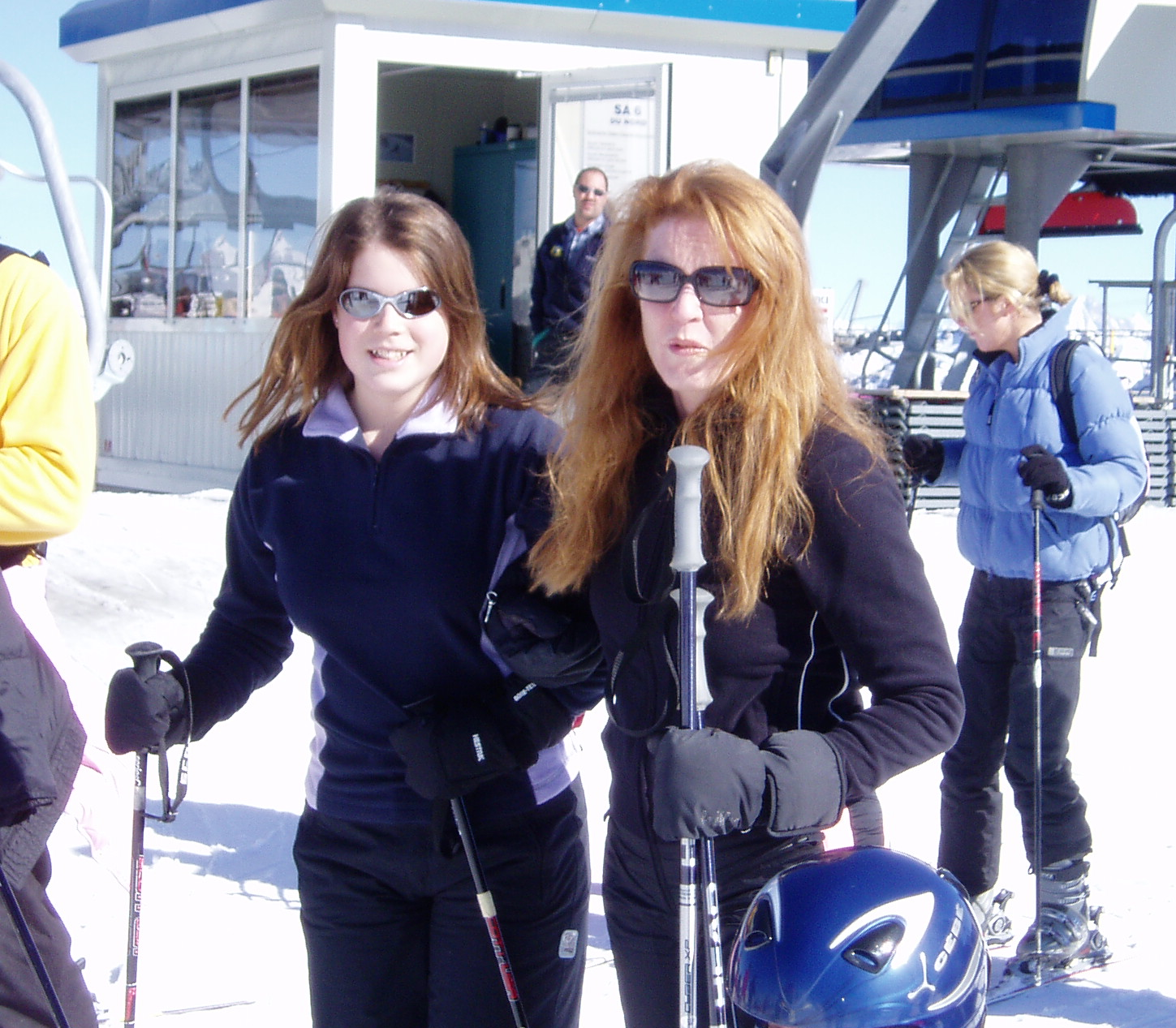
2004-ben anyjával, Sára yorki hercegnével

Eugenie a Winkfield Montessori iskola tanulója volt 1992–1993 között. Ezt követően nővérével együtt az Upton House School iskolába járt 1995-ig. Ezután a Coworth Park School iskola tanulója volt 1995 és 2001 között, majd a windsori kastélyhoz közel található St George's School tanulója volt 2003-ig. A következő öt évet a Marlborough College bentlakásos iskolában töltötte, ahol képzőművészetből, angol irodalomból és művészettörténetből érettségizett. Egy év kihagyás után tanulmányait a Newcastle Egyetemen folytatja, ahol 2009. szeptemberétől művészettörténetet, angol irodalmat és politikatudományokat hallgatott. 2012-ben az egyetemen diplomát szerzett.
2013-ban New York-ba költözött, ahol a Paddle8 online aukciós háznak dolgozott.
2015 júliusában visszaköltözött Londonba, hogy a Hauser & Wirth művészeti galériában dolgozzon. 2017 óta a galéria igazgatója.

## Nyilvános szereplései
Eugénia egyetemi évei alatt csak korlátozott mértékben vett részt hivatalos rendezvényeken, leginkább édesanyját kísérte el jótékonysági rendezvényekre. 
2011. április 29-én ott volt Vilmos cambridge-i herceg és Kate Middleton esküvőjén.

## Címe és megszólítása
- 1990. március 23. - 2018. október 12.: Ő Királyi felsége Yorki Eugénia hercegnő
- 2018. október 12. - : Ő Királyi felsége Eugénia hercegnő, Mrs Jack Brooksbank[8]

A hercegnő teljes és hivatalos neve: Ő Királyi fensége Eugénia Viktória Ilona hercegnő, Mrs Jack Brooksbank.
Házasságáig Eugéniának hagyományos értelemben véve nem volt családneve, azonban a királyi család szokásai alapján apja területi nemesi címét (York hercege) használta: („Yorki Eugénia”).
Esküvője óta férje családnevét használja ha erre szükség van („Eugénia Brooksbank“), de ettől függetlenül királyi hercegnői címet megtarthatta és használhatja.